# Felcheriu, Bihor
Felcheriu este un sat în comuna Oșorhei din județul Bihor, Crișana, România.